# Xanthion spadix
Xanthion spadix là một loài chân đều trong họ Entoniscidae. Loài này được Shiino miêu tả khoa học năm 1942.